# Moarte demnă
Moarte demnă sau a muri cu demnitate este un concept etic amplu și adesea controversat care se referă la procesul de sfârșit al vieții, evitând suferința și păstrând controlul și autonomia. În general este considerat o extensie a conceptului de viață demnă, în care oamenii își păstrează demnitatea și libertatea până la încetarea existenței lor.
Deși o moarte demnă poate fi naturală și fără nicio asistență, adesea conceptul este asociat cu dreptul la moarte, precum și cu susținerea legalizării practicilor precum eutanasia, suicidul asistat, sedarea terminală sau refuzul asistenței medicale. Potrivit susținătorilor săi, posibilitatea acestor tipuri de practici ar garanta o moarte demnă, menținând deciziile libere până în ultimul moment și putând evita o agonie inutilă.